# 凃光明
凃光明（1912年—1947年3月8日），原名凃順義，臺灣澎湖白沙大赤崁人，曾擔任過高雄市政府日產清查室主任，於二二八事件中曾與高雄市長黃仲圖等人去找壽山要塞司令部司令彭孟緝談判，後遭彭孟緝下令與范滄榕、曾豐明一同槍決。據林曙光的說法，凃光明「可能」是協助郭國基私刑處決日治時期指揮偵辦東港事件等事件的前高雄州特別高等警察課課長仲井清一的人。

## 生平
- 凃光明幼時隨祖母從澎湖來到臺灣，先落腳於臺南，後來再搬到高雄[1]。
- 結婚之後，1936年前往上海經商。
- 1945年4月在上海參加李友邦所組織的台灣義勇隊。[3]
- 1945年8月參加淞滬別動隊。
- 1945年11月17日返回臺灣，擔任高雄市政府日產清查室主任[1]。據林曙光的說法，凃光明之所以會擔任日產清查室主任一職，是因為郭國基的推薦[2]。
- 1947年3月9日於二二八事件中遭國軍槍決。

## 與仲井清一案關係之說法
仲井清一在日治時期擔任高雄州特別高等警察課課長時，指揮部下偵辦高雄州特高事件，並在二次大戰結束後的1946年1月遭到殺害。身為高雄州特高事件（東港事件部分）受害者的郭國基日後公開承認是他謀畫殺害仲井清一的，但最後因他怕見血，所以開槍射殺仲井的不是他本人，而是某位壯士代勞，而林曙光即推測這名壯士是凃光明。
而身為仲井清一昔日部下的寺奧德三郎在他的著作《台灣特高警察物語》中提到說，他返回日本多年後得到情報顯示殺害仲井清一的兇手是名叫「杜光明」的澎湖人，且提到說杜光明後來被曾在潮州郡警察課服勤的臺籍刑事呂萬壯發現，且因為他是228事件襲擊高雄監獄的主謀，遂由呂萬壯夥同相關人員將杜光明與他的胞弟射殺。此外他得到的另一情報則說殺害仲井清一的是一名出馬參選臺灣省議員並當選的東港醫生郭國生（《台灣特高警察物語》中譯本譯註「郭國生」乃「郭國基」之誤）），他於競選時公開承認參與過這事，而郭氏已於60多歲時去世，其日籍妻子在高雄市經營一家電影院。吳宗達〈過錯的界線：戰後初期臺灣與韓國的轉型正義比較分析（1945-1950）〉一文中認為寺奧德三郎書中提到的杜光明便是凃光明，可能是因為杜、凃二字發音相似且日文中無凃字而用了杜字。

## 二二八事件時遇害
1947年二二八事件爆發後，凃光明加入市民軍（與雄中自衛隊無關的其他部隊）。而在3月5日14:00左右，他與高雄市長黃仲圖、高雄市參議會議長彭清靠、苓雅區長林界以及范滄榕、曾豐明同行前往高雄要塞司令部要找司令彭孟緝談話，但並未被接見，而是約隔日再會面。隔天9:00時，除昨天的人員之外，同行者又增加了臺電高雄辦事處主任李佛緒，苓雅區長林界則未前往。這一次凃光明等人被安排在會客室與彭孟緝見面，但市長黃仲圖所提的要求遭到彭孟緝拒絕。
根據彭孟緝撰寫的《台灣省二二八事件回憶錄》稱，由於凃光明從西裝上衣中掏出暗藏的手槍，遭其副官劉安德壓制，而其他人也因此遭到搜身，最後除凃光明外，范滄榕、曾豐明也遭到逮捕，其他人則被留在會客室遭衛兵監視。二二八事件時任職高雄煉油廠工程師兼總務組組長的胡新南在2005年受訪時表示，當時他在場，親眼看見凃光明要掏槍，被抱住的情形。當天在場的談判代表李佛續在1991年做口述時表示：「當時並沒有開槍，我也沒有看到槍，急切間回頭只看到凃光明被迅速架出去，彭司令也立即由室內另一門離去。」。中研院近代史研究所副研究員劉熙明在2014年〈二二八事件中凃光明刺殺彭孟緝真實性之平議〉一文中表示，彭孟緝之部屬胡新南、陳桐及邱道得等，都認為凃光明挾持黃仲圖、彭清靠前來談判，並拔槍欲刺殺彭孟緝。劉熙明指出，黃仲圖、彭清靠、李佛續三位代表都沒有說凃光明有拔槍射擊的動作；軍事法庭的判決書與口供也未有拔槍的記載，劉熙明認為，凃光明拔槍欲射擊彭孟緝是彭孟緝集團的串供捏造。
3月6日，彭孟緝鎮壓高雄市後，向臺灣省行政長官陳儀報告發兵理由，並請示槍決被捕的凃光明等三人。經過3月6日審訊涂光明等三人，3月7日，台灣南部防衛司令部（司令為彭孟緝）軍事法庭發出對凃光明、范滄榕、曾豐明的判決書：因率眾圍攻憲兵隊、105後方醫院及高雄火車站，打殺外省籍公務人員，搶掠財物並加焚毀……犯案手槍壹桿，子彈七顆沒收，判處死刑。並於3月9日於遭到槍決。

## 相關紀錄
曾與其父彭清靠議長皆經歷二二八事件的彭明敏在其自傳《自由的滋味》中描述：
委員會決定要求高雄要塞司令彭孟緝，禁止他的士兵再繼續射擊市民或威脅委員會。他的巡邏隊每看到台灣人集合在一起，便隨意射殺。父親率領的代表團是要前往要求彭孟緝撤退那些巡邏隊，而在地方領導者應陳儀要求而集會討論改革建議期間，將軍隊暫留駐軍營內，不准外出。

高雄要塞司令部設立在一個能俯視全市和港口的山上。當我的父親和其他代表一進入司令部營地，他們立即被逮捕，並以繩索捆綁。其中一個代表凃光明，是一個衝動的人，他是由大陸回來台灣，曾一度在蔣介石死對頭汪精衛之下做過事。此時，凃忽然破口大罵蔣介石和他所任命的陳儀。他便被帶離代表團，以鐵絲取代繩索捆綁起來，鐵絲並以老虎鉗旋緊，直到凃痛極慘叫。經過一夜苦刑之後，凃被槍殺了。

## 外部連結
- 凃光明[永久], 二二八事件受難者資料, 高雄市歷史博物館